# Rochefourchat
Rochefourchat – miejscowość i gmina we Francji, w regionie Owernia-Rodan-Alpy, w departamencie Drôme.
Według danych na rok 1990 gminę zamieszkiwały 2 osoby, a gęstość zaludnienia wynosiła 0 osób/km² (wśród 2880 gmin regionu Rodan-Alpy Rochefourchat plasuje się na 1606. miejscu pod względem liczby ludności, natomiast pod względem powierzchni na miejscu 923.).